# Saint-Martin-de-Bernegoue
Saint-Martin-de-Bernegoue és un municipi francès situat al departament de Deux-Sèvres i a la regió de la Nova Aquitània. L'any 2007 tenia 741 habitants.

## Demografia

### Població
El 2007 la població de fet de Saint-Martin-de-Bernegoue era de 741 persones. Hi havia 275 famílies de les quals 44 eren unipersonals (20 homes vivint sols i 24 dones vivint soles), 97 parelles sense fills, 122 parelles amb fills i 12 famílies monoparentals amb fills.
La població ha evolucionat segons el següent gràfic:
Habitants censats

### Habitatges
El 2007 hi havia 300 habitatges, 278 eren l'habitatge principal de la família, 8 eren segones residències i 14 estaven desocupats. 295 eren cases i 3 eren apartaments. Dels 278 habitatges principals, 234 estaven ocupats pels seus propietaris, 37 estaven llogats i ocupats pels llogaters i 6 estaven cedits a títol gratuït; 4 tenien una cambra, 3 en tenien dues, 21 en tenien tres, 65 en tenien quatre i 184 en tenien cinc o més. 237 habitatges disposaven pel capbaix d'una plaça de pàrquing. A 79 habitatges hi havia un automòbil i a 182 n'hi havia dos o més.

### Piràmide de població
La piràmide de població per edats i sexe el 2009 era:
| Homes | Edats   | Dones |
| ----- | ------- | ----- |
| 0     | 95 o +  | 0     |
| 0     | 90 a 94 | 4     |
| 4     | 85 a 89 | 4     |
| 0     | 80 a 84 | 8     |
| 8     | 75 a 79 | 8     |
| 4     | 70 a 74 | 8     |
| 12    | 65 a 69 | 8     |
| 0     | 60 a 64 | 8     |
| 16    | 55 a 59 | 4     |
| 32    | 50 a 54 | 16    |
| 48    | 45 a 49 | 44    |
| 44    | 40 a 44 | 48    |
| 16    | 35 a 39 | 16    |
| 24    | 30 a 34 | 20    |
| 16    | 25 a 29 | 24    |
| 32    | 20 a 24 | 24    |
| 44    | 15 a 19 | 36    |
| 20    | 10 a 14 | 32    |
| 24    | 5 a 9   | 32    |
| 12    | 0 a 4   | 16    |

## Economia
El 2007 la població en edat de treballar era de 518 persones, 400 eren actives i 118 eren inactives. De les 400 persones actives 374 estaven ocupades (201 homes i 173 dones) i 26 estaven aturades (13 homes i 13 dones). De les 118 persones inactives 48 estaven jubilades, 40 estaven estudiant i 30 estaven classificades com a «altres inactius».

### Ingressos
El 2009 a Saint-Martin-de-Bernegoue hi havia 290 unitats fiscals que integraven 790 persones, la mediana anual d'ingressos fiscals per persona era de 18.929 €.

### Activitats econòmiques
Dels 12 establiments que hi havia el 2007, 6 eren d'empreses de construcció, 2 d'empreses de comerç i reparació d'automòbils, 1 d'una empresa financera, 1 d'una empresa immobiliària, 1 d'una empresa de serveis i 1 d'una entitat de l'administració pública.
Dels 5 establiments de servei als particulars que hi havia el 2009, 1 era un paleta, 1 guixaire pintor, 2 fusteries i 1 lampisteria.
L'any 2000 a Saint-Martin-de-Bernegoue hi havia 22 explotacions agrícoles que ocupaven un total de 1.274 hectàrees.

## Equipaments sanitaris i escolars
El 2009 hi havia una escola elemental integrada dins d'un grup escolar amb les comunes properes formant una escola dispersa.

## Poblacions més properes
El següent diagrama mostra les poblacions més properes.